# Creier matrioșka

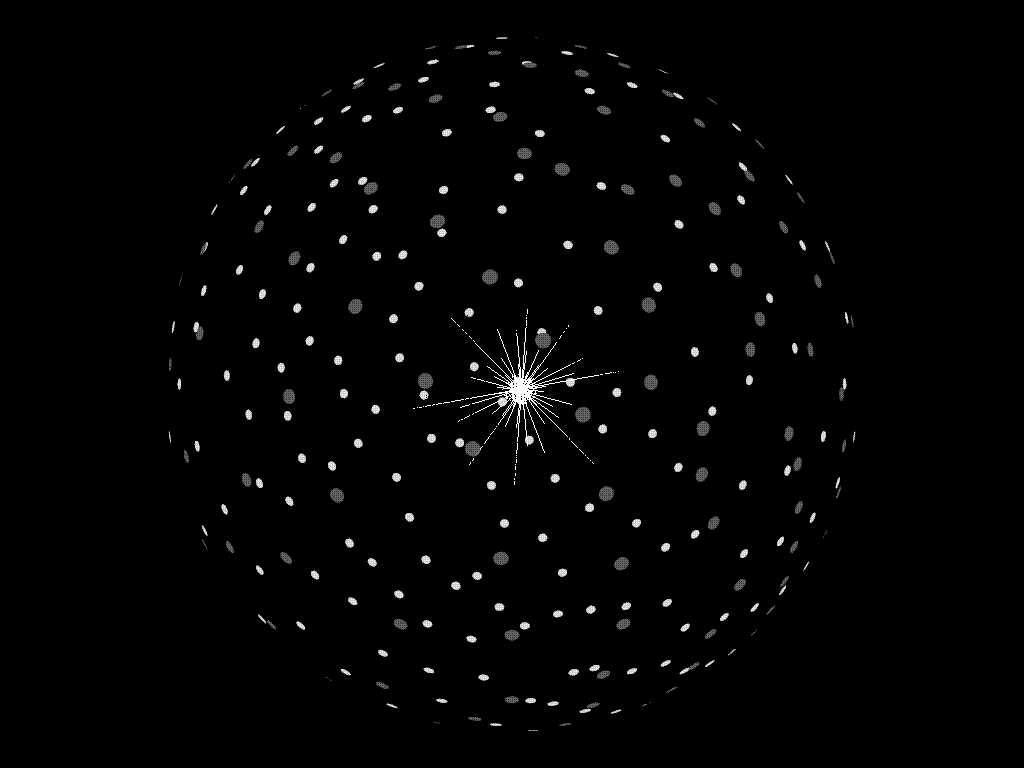
Un creier matrioșka ar consta din mai multe sfere Dyson (roiuri) concentrice

Un creier matrioșka este o megastructură ipotetică cu o capacitate de calcul imensă, alimentată de o sferă Dyson. A fost propus în 1997 de Robert J. Bradbury (1956-2011). Este un exemplu de motor stelar de clasă B, care utilizează întreaga producție de energie a unei stele pentru a acționa sisteme informatice. Acest concept își trage numele de la păpușile rusești matrioșka, care se cuibăresc una în alta. Conceptul a fost prezentat de Bradbury în antologia Year Million: Science at the Far Edge of Knowledge.

## Concept

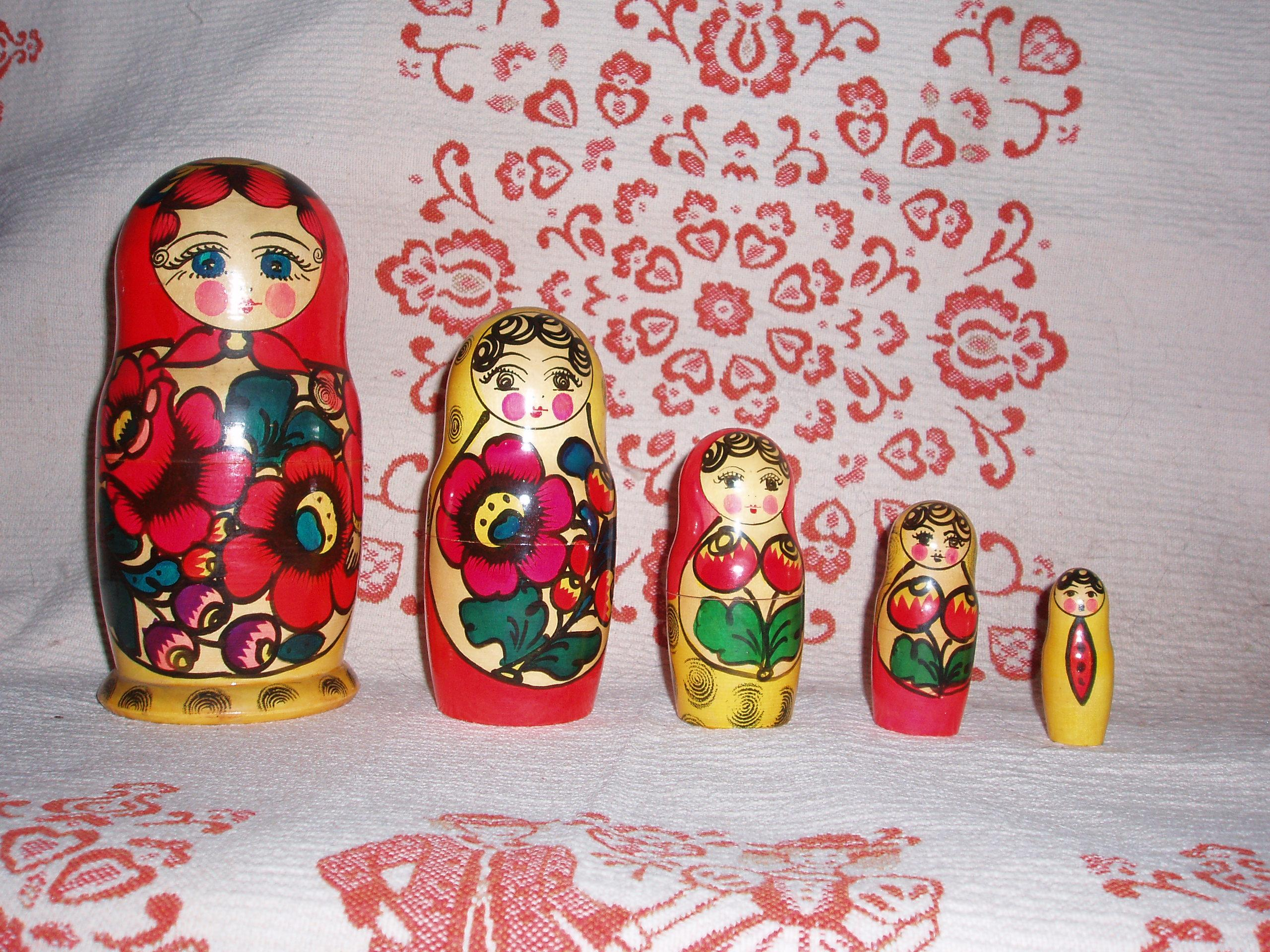
Păpuși matrioșka

Conceptul de creier matrioșka provine din ideea de a utiliza sferele Dyson pentru a alimenta un computer enorm, de mărimea unei stele. Termenul "creier matrioșka" provine de la păpușile matrioșka, care sunt păpuși rusești din lemn. Creierele matrioșka sunt compuse din mai multe sfere Dyson imbricate unele în altele, la fel cum păpușile matrioșka sunt compuse din mai multe componente de păpuși imbricate.
Cea mai interioară sferă Dyson a creierului matrioșka ar extrage energie direct din steaua pe care o înconjoară și ar degaja cantități mari de căldură reziduală în timp ce calculează la o temperatură ridicată. Următoarea sferă Dyson care o înconjoară ar absorbi această căldură reziduală și ar utiliza-o în scopurile sale de calcul, emițând în același timp propria căldură reziduală. Această căldură ar fi absorbită de următoarea sferă și așa mai departe, fiecare sferă radiind la o temperatură mai scăzută decât cea dinaintea ei. Din acest motiv, creierele matrioșka cu mai multe sfere Dyson imbricate ar tinde să fie mai eficiente, deoarece ar pierde mai puțină energie termică. Sferele interioare ar putea funcționa aproape la aceeași temperatură ca steaua însăși, în timp ce cele exterioare s-ar apropia de temperatura spațiului interstelar. Cerințele tehnice și resursele necesare în acest sens ar fi enorme.

### Creier Jupiter
Termenul „creier matrioșka” a fost inventat de Robert Bradbury ca o alternativă la creierul Jupiter - un concept similar creierului matrioșka, dar la o scară planetară mai mică și optimizat pentru o întârziere minimă de propagare a semnalului. Designul unui creier matrioșka se concentrează pe maximizarea puterii de calcul și a cantității de energie extrasă din steaua sursă, în timp ce un creier Jupiter este optimizat pentru viteză de calcul. Creierele Jupiter sunt legate de ideea materialului ipotetic computronium, care ar putea fi îngrămădit la dimensiuni de planete întregi și chiar stele.

## Posibile aplicații
Au fost propuse câteva utilizări posibile ale unei astfel de resurse imense de calcul.
- O idee sugerată de Charles Stross, în romanul său Accelerando, ar fi aceea de a-l folosi pentru a executa simulări perfecte sau încărcări ale minților umane în spații de realitate virtuală susținute de creierul matrioșka. Stross chiar a sugerat că o specie suficient de puternică care utilizează suficientă putere brută de procesare ar putea lansa atacuri asupra structurii universului însuși și să o manipuleze.[11]
- În Godplayers (2005), Damien Broderick presupune că un creier matrioșka ar permite simularea unor întregi universuri alternative.[12]
- Autorul futurist și transumanist Anders Sandberg a scris un eseu, publicat de Institutul pentru Etică și Tehnologii Emergente, în care speculează implicațiile calculării la scară masivă a unor mașini precum creierul matrioșka.[8]
- Creierele matrioșka și alte megastructuri sunt o temă comună în universul fictiv Orion's Arm, unde sunt folosite de superinteligențe ca noduri de procesare conectate prin găuri de vierme artificiale.
- În seria de romane Expanse, într-un sistem de pitice albe a fost descoperită o sferă cristalină de mărimea lui Jupiter, supranumită Diamantul Adro. A fost construită de vechea civilizație Ring Builder ca un computer masiv și o arhivă de stocare a datelor. Cu o vechime estimată la cinci miliarde de ani, Diamantul Adro orbitează o stea pitică albă numită Adro (numele său derivând de la steaua în jurul căreia orbitează), are o suprafață netedă perfectă și este compus din carbon dens, ceea ce îl face aproape transparent. Aparent abandonată, specia care a construit structura a dispărut de mult timp.
- În serialul TV Pantheon, protagonista Maddie Kim, o inteligență încărcată într-un calculator, petrece 16 000 de ani construind un creier matrioșka. Folosind ADN-ul și memoria epigenetică a fiecărui om care a trăit vreodată, ea simulează miliarde de universuri paralele pe parcursul a 101.000 de ani.